# John Erik Fornæss

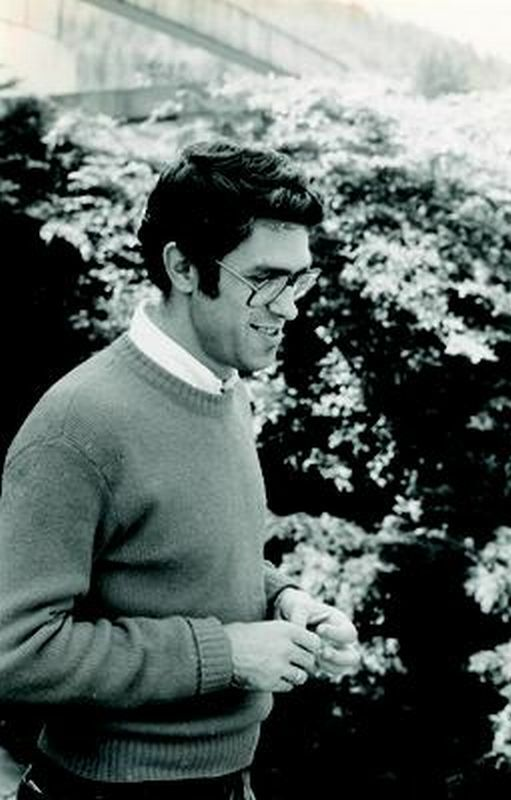
John Erik Fornæss

John Erik Fornæss (sinh ngày 14 tháng 10 năm 1946, tại Hamar, Na Uy) là một nhà toán học người Hoa Kỳ gốc Na Uy. Ông nhận bằng thạc sĩ toán học (master's degree) tại đại học Oslo với luận văn "Uniform approximation on manifolds" và nhận bằng tiến sĩ (PhD) năm 1974 từ đại học Washington dưới sự hướng dẫn của Edgar Lee Stout với luận án "Embedding Strictly Pseudoconvex Domains in Convex Domains". Ông trở thành giảng viên tại đại học Princeton năm 1974, trợ lý giáo sư năm 1976, phó giáo sư năm 1978 và trở thành giáo sư chính thức năm 1981. Kể từ năm 1991 ông trở thành giáo sư tại đại học Michigan.
Ông nghiên cứu chủ yếu về lý thuyết hàm đa biến phức, đặc biệt về tính hình học và hệ động lực. Cùng với Nessim Sibony ông đã xây dựng lý thuyết Fatou-Julia về hai biến phức. Ông cũng được biết đến khi xây dựng một phản ví dụ trong giải tích đa biến phức vào năm 1976.
Ông là thành viên của Viện Hàn lâm Khoa học Na Uy. Năm 2015, ông trở thành thành viên của Hội Toán học Hoa Kỳ. Ông có Số Erdős là 2.

## Một số kết quả nổi bật

### Bài báo khoa học
- with Klas Diederich: Diederich K, Fornaess JE (1975). “Exhaustion functions and Stein neighborhoods for smooth pseudoconvex domains”. Proc Natl Acad Sci U S A. 72 (9): 3279–3280. doi:10.1073/pnas.72.9.3279. PMC 432973. PMID 16592273.
- with Klas Diederich: Diederich K, Fornaess JE (1977). “Complex submanifolds in real-analytic pseudoconvex domains”. Proc Natl Acad Sci U S A. 74 (8): 3126–3127. doi:10.1073/pnas.74.8.3126. PMC 431463. PMID 16592428.

### Sách
- with Berit Stensønes: Lectures on counterexamples in several complex variables, Mathematical Notes 33, Princeton University Press, 1987;[1] 2nd edition 2007
- as editor: Dynamics of several complex variables, American Mathematical Society 1996
- as editor: Recent developments in several complex variables, Princeton University Press 1981
- as editor: Several complex variables (Proceedings Mittag-Leffler Institut 1987/88), Princeton University Press 1993